# Temesvári Új Szó
Temesvári Új Szó 1989. december 23-án indult és 1994. december 24-ig jelent meg. Alcíme szerint előbb „bánsági demokratikus napilap”, majd „független napilap”. Előzménye az 1944–89 között Temesváron megjelent romániai magyar Szabad Szó, folytatása az új évfolyamszámozással 1994. december 29-én indult Heti Új Szó.

## Szerkesztői, munkatársai, tartalma
Felelős (majd fő)szerkesztője Graur János (1992. szeptember 30-ig), 1990–92-ben főszerkesztő-helyettese Bálintfi Ottó; 1993–94-ben „heti felelős szerkesztő” neve szerepel az impresszumban (váltakozva Pataki Zoltán, Oberten János, Miklós László). Mivel önkényesen megvonták állami támogatását s folyamatosan csökkent a példányszáma, 1991 nyarán nehéz anyagi helyzetbe került: adósságai jelentős mértékben megnőttek, csődeljárást helyeztek kilátásba ellene. Hogy a fenyegető veszélyt elhárítsák, felére mérsékelték az alkalmazottak, a munkatársak számát, lemondtak a telexszolgáltatásról, a színes nyomtatásról stb. Anyagi források szerzése céljából új kiadványokat indítottak, mint amilyen a Bagoly szórakoztató regényújság és annak román változata (Bufniţa) volt, amelyek olvasmányos prózai írások mellett krimiket, tudományos-fantasztikus novellákat, meséket, verseket és keresztrejtvényeket közöltek. A népszerű melléklapot Józsa Ödön szerkesztette.
A Temesvári Új Szó kiadója 1992. július 1-től a Reflex Kft. 1993-tól a szegedi Délvilággal közösen heti (később havi) kulturális mellékletet jelentetett meg Az Vég Temesvárban címmel, 1992-ben számozatlan mellékletet adott ki Heti Szemle címmel. Önálló számozású mellékletei: Vasárnap (1990. jan.–ápr. között), művelődési melléklet; Lugosi Kilátó (1991. júl.–szept. között); Temesvári Hírlap címmel (1991. okt.–dec.) válogatás a lapelőd számaiból; Ingyencirkusz (1991. okt. – 1992. jún. között) diákoldal; Zsombolyai Híradó (1991. dec. 5. – egyetlen szám); Egyébként (1992. márc.–júl.) ifjúsági oldal; Vétó (1992. máj. 5-ig), a Temesvári Magyar Diákszövetség lapja; Temesvári Műsor (1993. jún. – 1994. dec.) szabadidő magazin; Vendég (1993. júl. – 1994. aug.) a Mária téri ref. ifjúsági kör oldala; Gém (1994. decembertől) diáklap. 1993. okt. – 1994. szept. között mellékletként bekerült a lapba a Duna-Express nemzetközi hirdetési újság.
A Temesvári Új Szó szépirodalmi anyagot inkább csak mellékleteiben közölt Anavi Ádám, Billédy Ilona, Boér Jenő, Eszteró István, Fülöp Lídia, Mandics György, Oberten János írásaival. Nagyobb teret biztosított hasábjain a politikai témájú publicisztikának, valamint a helytörténeti írásoknak.

## Heti Új Szó
Az 1994. december 22-i, karácsonyi számával gazdasági megfontolásokból megszűnt mint napilap, 1994. december 29-től új címmel – Heti Új Szó – s új számozással jelenik meg, továbbra is a Reflex Kft. kiadásában. Gazdasági igazgatója Makkai Zoltán, főszerkesztője Graur János. A politika, közélet, közművelődés és művészet valamennyi magyar vonatkozású kérdésével foglalkozik. Temes megyén kívül a szomszédos megyékre is kiterjed a figyelme és a terjesztése egyaránt. Aradi Krónika c. oldalát Ujj János, Hunyadi Krónika c. állandó rovatát Hauer Erich és Schreiber István szerkeszti. Lugosról Király Zoltán küld tudósításokat. A Bánsági Magyar Gazda c., hetente jelentkező összeállításait Kiss Károly agrármérnök jegyzi. Beköszöntő számától kezdve kéthetente közli Szekernyés János Temesvár kövei c. helytörténeti sorozatát. Koczka György a politikai és közélet visszásságait, furcsa eseményeit és fordulatait szatirizáló és kipellengérező állandó rovata a Színe és fonákja képviseli. Gyermekeknek szánt Bölcs Bagoly c. oldalait Molnár Ágnes és Fórika Éva tanítónők, Jantó Petneházi István, újabban Nemes Kinga szerkeszti. Színházi kritikákat, művelődési írásokat Mészáros Ildikó, orvosi tanácsokat Lakatos Gábor közöl.